# Microcosmus anomalocarpus
Microcosmus anomalocarpus är en sjöpungsart som beskrevs av C.S. Millar 1988. Microcosmus anomalocarpus ingår i släktet Microcosmus och familjen lädermantlade sjöpungar.
Artens utbredningsområde är Indiska oceanen. Inga underarter finns listade i Catalogue of Life.